# Темрезов, Рашид Бориспиевич
Рашид Бориспиевич Темре́зов (карач.-балк. Темирезланы Борисбийни джашы Рашит; род. 14 марта 1976, Черкесск) — российский государственный и политический деятель. Президент Карачаево-Черкесской Республики с 1 марта по 7 апреля 2011 (врио 26 февраля — 1 марта 2011). Глава Карачаево-Черкесской Республики с 7 апреля 2011 (врио 27 февраля — 18 сентября 2016). Член Высшего совета партии «Единая Россия».

## Биография
Рашид Темрезов родился 14 марта 1976 в Черкесске в карачаевской семье. Отец — известный в республике хирург, мать — экономист. Родители раннее детство провели в Киргизии. Отец родился в селе Чалдовар, мать ─ в Военно-Антоновке. Бабушка в шестнадцать лет стала кавалером орденов Ленина и Трудового Красного Знамени, её даже представляли к званию Героя Социалистического Труда за успехи в уборке сахарной свеклы.

### Образование
Окончил школу № 3 города Черкесска. В 1998 году окончил Московский открытый социальный университет по специальностям «Менеджмент» и «Финансы и кредит».

### Трудовая деятельность

#### В бизнесе
После окончания вуза работал в коммерческом отделе ОАО «Карачаево-Черкесскнефтепродукт», был коммерческим директором строительного управления, начальником управления производственно-технологической комплектации ОАО «Севкавгидроэнергострой». Руководил собственным предприятием по производству металлопластиковых окон.
С 2004 года работал генеральным директором Республиканского государственного учреждения «Управление капитального строительства Карачаево-Черкесской Республики», затем — генеральный директор ОАО «Электротехническая компания».
С 21 сентября 2004 года являлся членом республиканской конкурсной комиссии Карачаево-Черкесии. По утверждению газеты «Московские новости», в этот период Темрезов был «правой рукой» Али Каитова, зятя президента республики Мустафы Батдыева, в 2006 году осужденного за убийство 7 человек из-за криминального передела собственности в республике.

#### В политике
В 2007 году избран председателем совета регионального отделения политической партии «Справедливая Россия: Родина — Пенсионеры — Жизнь». Впоследствии был отстранен по приказу Сергея Миронова. Согласно данным радиостанции Голос Америки, считается, что Темрезов был исключён Сергеем Мироновым из партии в связи с коррупционным скандалом, причастность к которому Рашида Темрезова выяснил в своем расследовании депутат Госдумы, журналист Александр Хинштейн.
С 2009 года — депутат Народного Собрания Карачаево-Черкесии IV созыва.
С 2009 года входил в резерв управленческих кадров, находящихся под патронатом Президента Российской Федерации.
С 12 января 2010 года — начальник федерального государственного учреждения «Управление федеральных автомобильных дорог на территории Карачаево-Черкесской Республики Федерального дорожного агентства».

#### Глава Карачаево-Черкесской Республики
26 февраля 2011 года назначен временно исполняющим обязанности Президента Карачаево-Черкесии вместо подавшего в отставку Бориса Эбзеева. Его назначение было воспринято в Карачаево-Черкесии неоднозначно и, по словам члена Общественного совета СКФО Иналя Гашокова, «вызвало тревогу в обществе». Часть населения расценила назначение Темрезова как возвращение к власти влиятельного, но криминального клана бывшего президента Мустафы Батдыева.
28 февраля 2011 года Президент России внёс его кандидатуру на рассмотрение Народного Собрания (парламента) Карачаево-Черкесии для наделения полномочиями главы республики. Его кандидатура была утверждена 1 марта.
С 5 июля 2011 по 4 января 2012, с 6 апреля по 22 ноября 2016 и с 21 декабря 2020 — член президиума Государственного Совета Российской Федерации.
В связи с истечением срока полномочий, 27 февраля 2016 года Рашид Темрезов назначен Президентом России временно исполняющим обязанности Главы Карачаево-Черкесской Республики. Избран Главой республики 18 сентября 2016 года. За его кандидатуру проголосовало 49 депутатов парламента республики.
19 сентября 2021 года переизбран на третий срок, голосами 48 депутатов местного парламента.

## Санкции
24 февраля 2023 года Госдепом США Темрезов включён в санкционный список лиц, причастных к «осуществлению российских операций и агрессии в отношении Украины, а также к незаконному управлению оккупированными украинскими территориями в интересах РФ», в частности за «призыв граждан на войну в Украине».
1 апреля 2023 года внесён в санкционный список Украины как «глава государственного органа, осуществлявший поддержку/поощрение/публичное одобрение политики РФ, направленной на проведение военных действия и геноцид гражданского населения в Украине».

## Награды
- Орден Почёта (18 ноября 2021 года) — за вклад в социально-экономическое развитие Карачаево-Черкесской Республики и многолетнюю добросовестную работу[28]
- Орден Дружбы (23 марта 2015 года) — за достигнутые трудовые успехи, многолетнюю добросовестную работу и активную общественную деятельность[29]
- Орден Дружбы (6 сентября 2022 года, Южная Осетия) — за большой личный вклад в развитие и укрепление дружественных отношений между народами Республики Южная Осетия и Карачаево-Черкесской Республики[30]
- Почётная грамота Президента Российской Федерации (24 октября 2017 года) — за достигнутые трудовые успехи, активную общественную деятельность и многолетнюю добросовестную работу[31]

## Семья
Женат, имеет четверых детей. Супруга Ирина. Дочери Милана, двойняшки Светлана и София; сын Марат.
Старший брат, Марат, — заведующий отделением сосудистой хирургии Карачаево-Черкесской клинической больницы, доктор медицинских наук.
Младший брат, Теймураз, служил в прокуратуре республики, в 2012 году был назначен заместителем председателя Черкесского городского суда.

## Увлечения
Увлекается футболом, в детстве занимался в футбольной секции. Болеет за московский «Спартак». Ещё одно увлечение — вождение автомобиля. Также любит играть в бильярд.